# The Cross of Snow
The Cross of Snow is een sonnet van de Amerikaanse dichter Henry Wadsworth Longfellow.
Longfellow schreef het gedicht in 1879 naar aanleiding van de dood van zijn vrouw Frances (Fanny) Appleton. Fanny overleed in juli 1861 ten gevolge van brandwonden die zij had opgelopen bij het verzegelen van een brief. Haar jurk vatte vlam door een vonk uit de open haard en Longfellow, gealarmeerd door haar uitroepen, probeerde haar te redden, waarbij hij zelf ernstige brandwonden opliep. Zij overleed een dag later. Vanwege zijn verwondingen was Longfellow niet in staat haar begrafenis bij te wonen.
Longfellow bewaarde het gedicht bij zijn aantekeningen, waar het na zijn dood werd aangetroffen.
De titel van het gedicht verwijst naar een werkelijk bestaand kruis van sneeuw op een bergwand in de Rocky Mountains in de Amerikaanse staat Colorado. Toen de dichter daarvan een foto onder ogen kreeg, bracht dat hem de inspiratie voor het gedicht. Niet eerder had hij in enig werk gerefereerd aan de tragische dood van zijn echtgenote.

In het octaaf van het sonnet beschrijft hij het portret van zijn vrouw, dat hangt in dezelfde kamer als die waarin zij stierf, en roept daarbij het beeld op van een martelaarschap dat tot haar heiligheid geleid heeft. In het sextet verwijst hij naar het 'kruis van sneeuw' op de berg, dat even onveranderd en onveranderbaar is als zijn verdriet.

## The Cross of Snow
In the long, sleepless watches of the night,

A gentle face, the face of one long dead,

Looks at me from the wall, where round its head

The night-lamp casts a halo of pale light.

Here in this room she died; and soul more white

Never through martyrdom of fire was led

To its repose; nor can in books be read

The legend of a life more benedight.

There is a mountain in the distant West

That, sun-defying, in its deep ravines

Displays a cross of snow upon its side.

Such is the cross I wear upon my breast

These eighteen years, through all the changing scenes

And seasons, changeless since the day she died.